# Mayóyao
Mayóyao es un municipio filipino de cuarta categoría perteneciente a  la provincia de Ifugao en la Región Administrativa de La Cordillera, también denominada Región CAR.

## Geografía
Tiene una extensión superficial de 238.05 km² y según el censo del 2007, contaba con una población de 16.722 habitantes y 2.917 hogares; 16.413 habitantes el día primero de mayo de 2010

### Barangayes
Mayóyao se divide administrativamente en 27  barangayes o barrios, todos de  carácter rural,
| - Aduyongan - Alimit - Ayangan - Balangbang - Banao - Banhal - Bongan | - Buninan - Chaya - Chumang - Guinihon - Inwaloy - Langayan - Liwo | - Maga - Magulon - Mapawoy - Mayoyao Proper - Mongol - Nalbu - Nattum | - Palaad - Población - Talboc - Tulaed - Bato-Alatbang - Epeng |

## Historia
El municipio de Potia fue creado el año 1955 con los barrios de Potia, Dolowog, San Juan, San Quintin, Cabicalan, Pinto, Busilac, Santa Maria y Namillangan, segregados de estre municipio.